# Каррас, Алекс
Алекса́ндр Джордж Ка́ррас (англ. Alexander George Karras; 15 июля 1935, Гэри, Индиана — 10 октября 2012, Лос-Анджелес, Калифорния), более известный как А́лекс Ка́ррас (англ. Alex Karras) — американский профессиональный футболист и рестлер, спортивный комментатор, кино- и телеактёр, продюсер, писатель. Играл за команду НФЛ «Детройт Лайонс» на позиции защитника (дефенсив тэкл) в 1958—1970 годах. Четырежды избирался в Пробоул. Как актёр известен по комедийным фильмам «Сверкающие сёдла» (1974), «Порки» (1981) и «Виктор/Виктория» (1982), а также по ситкому «Уэбстер» (1980-е). Номинировался на кинопремию «Золотое яблоко» (1975). Являлся членом Американо-греческого прогрессивного просветительского союза (AHEPA). Член Зала спортивной славы AHEPA (1975). Поддерживал Демократическую партию.

## Биография

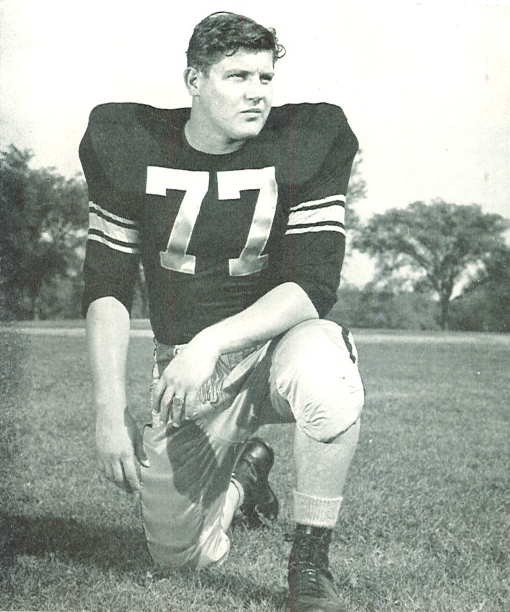
Алекс Каррас (1958)

Один из шестерых детей в семье грека и канадки. Его отец, Джордж Луис Каррас, родом с острова Хиос (Греция), был врачом по профессии, окончил Чикагский университет и получил учёную медицинскую степень в Канаде, где познакомился и женился на Эммелин Фионе Уилсон (имела английские, шотландские, а также французские корни), дипломированной медсестре, будущей матери Алекса. Джордж Каррас занялся медицинской практикой в Гари, однако умер, когда его сыну исполнилось 13 лет. К тому времени Алекс уже научился играть в американский футбол и имел достижения в этом виде спорта. С 15 лет работал на сталелитейных заводах, чтобы помочь семье.
В 1953 году окончил среднюю школу в Гэри, и вскоре занялся американским футболом, начав играть в составе команды Айовского университета. В 1957 году стал обладателем престижной награды «Outland Trophy». В 1963 году Каррас был отстранён от чемпионата, причиной чему стали обвинения в его участии в незаконных спортивных ставках в Детройте. В этом году он вернулся к профессиональным матчам по кэтчу, продолжив временную карьеру в этом виде спорта, начатую в декабре 1957 года.
После окончания спортивной карьеры переехал в Голливуд, став актёром телевидения и кино. В 1968 году дебютировл в кино. В 1971 году был одним из кандидатов на роль Карло Рицци в фильме «Крёстный отец» режиссёра Френсиса Форд Копполы, которую в итоге получил Джанни Руссо.
В 1971—1976 годах работал спортивным комментатором на телеканале ABC.
В спортивной футбольной среде был известен под прозвищем The Mad Duck (сумасшедшая утка).
Автор двух книг: автобиографии «Even Big Guys Cry» (1978) и романа «Tuesday Night Football» (1991).
Умер 10 октября 2012 года в возрасте 77 лет. В последние годы жизни страдал от болезней почек и сердца, рака желудка и деменции.

## Личная жизнь
Состоял в браке с Ивалин Джоан Юргенсен (1958—1975) и Сьюзан Кларк (1980—2012). От первого брака имел пятерых детей, от второго — дочь Кэти (1980 г.р.).
Имел старших братьев Лу (1927—2018) и Теда (1934—2016), также игроков в американский футбол.

## Фильмография

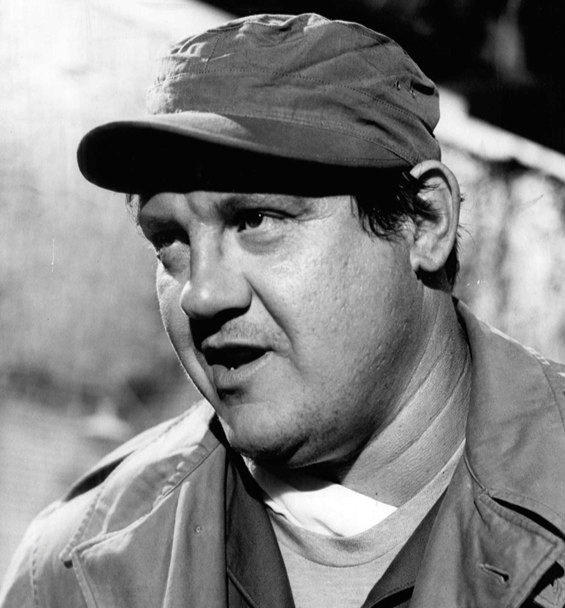
Алекс Каррас в телесериале «M*A*S*H» (1974)

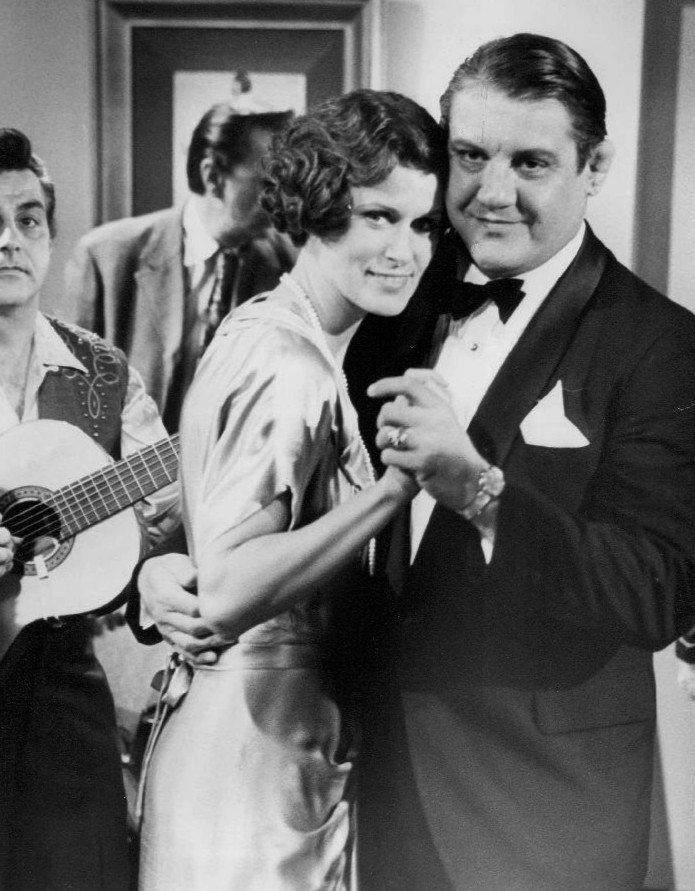
Алекс Каррас и Сьюзан Кларк в фильме «Бейб» (1975)

### Актёр
| Год       |   | Русское название   | Оригинальное название               | Роль                     |
| --------- | - | ------------------ | ----------------------------------- | ------------------------ |
| 1968      | ф |                    | Paper Lion                          | Алекс Каррас             |
| 1969      | с |                    | Daniel Boone                        | Мус Уильямс              |
| 1971      | с |                    | Love, American Style                |                          |
| 1972      | ф |                    | Hardcase                            | Букер Ллевеллин          |
| 1973      | ф |                    | The 500 Pound Jerk                  | Хьюи Рэй Физер           |
| 1973      | с |                    | The Odd Couple                      | Джейк Меткалф            |
| 1974      | ф | Сверкающие сёдла   | Blazing Saddles                     | Монго                    |
| 1974      | с |                    | McMillan & Wife                     | Эл Поттер                |
| 1974      | ф |                    | The Great Lester Boggs              | шериф Билли Боб          |
| 1974      | с | M*A*S*H            | M*A*S*H                             | Лайл Вессон              |
| 1974      | ф |                    | Win, Place or Steal                 | Фрэнк                    |
| 1975      | ф | Бейб               | Babe                                | Джордж Захариас          |
| 1975      | с |                    | Consumer Survival Kit               |                          |
| 1976      | с |                    | Good Heavens                        | Джек                     |
| 1976      | с |                    | ABC Afterschool Special             | Алекс «Мус» Новак        |
| 1977      | с |                    | Mulligan Stew                       | мистер Холленбек         |
| 1977      | ф |                    | Mad Bull                            | Яго «Бешеный Бык» Каркус |
| 1978      | ф |                    | FM                                  | Док Холидей              |
| 1978      | ф |                    | Jacob Two-Two Meets the Hooded Fang | The Hooded Fang          |
| 1978—1979 | с |                    | Centennial                          | Ганс Брамбо              |
| 1980      | ф |                    | Jimmy B. & André                    | Джимми Буцикарис         |
| 1980      | ф | Когда время уходит | When Time Ran Out                   | Тайни Бейкер             |
| 1980      | ф |                    | Alcatraz: The Whole Shocking Story  | Миллер                   |
| 1981      | ф |                    | Word of Honor                       | Пенниман                 |
| 1981      | с |                    | Masada                              | римский солдат           |
| 1981      | ф |                    | Nobody's Perfekt                    | Свабода                  |
| 1981      | ф | Порки              | Porky's                             | шериф Уоллес             |
| 1982      | ф | Виктор/Виктория    | Victor/Victoria                     | «Сквош» Бернстайн        |
| 1982      | ф |                    | Maid in America                     | Кэл Буллингтон           |
| 1984      | с |                    | Faerie Tale Theatre                 | папа-медведь             |
| 1984      | ф | Несмотря ни на что | Against All Odds                    | Хэнк Салли               |
| 1983—1989 | с | Уэбстер            | Webster                             | Джордж Пападаполис       |
| 1992      | с |                    | The Ben Stiller Show                | Алекс Каррас             |
| 1993      | с |                    | Civil Wars                          | Майкл Коннолли           |
| 1994      | ф |                    | Street Corner Kids                  | Флойд Пауэлл             |
| 1995      | с |                    | Fudge                               | Big A                    |
| 1998      | ф | Баффало-66         | Buffalo '66                         | спортивный комментатор   |
| 1998      | с |                    | The Tom Show                        | мистер Амросс, отец Тома |

### Продюсер
- 1976 — ABC Afterschool Specials
- 1980 — Jimmy B. & André
- 1981 — Word of Honor
- 1982 — Maid in America